# Amexáu
Amexáu (en rifeño: Amejjaw, ⴰⵎⴻⵊⵊⴰⵡ, en árabe: أمجاو‎, en francés: Amejjaou) es una comuna rural marroquí de la provincia de Driuch, en la región Oriental. Desde 1912 hasta 1956 perteneció a la zona norte del Protectorado español de Marruecos.

## División administrativa
Dentro de su término municipal, se encuentran algunas localidades como:
- Busfari
- Lagdira
- Xenlala